# Tolleson
Tolleson é uma cidade localizada no estado americano do Arizona, no condado de Maricopa. Foi incorporada em 1929.

## Geografia
De acordo com o United States Census Bureau, a cidade tem uma área de 14,9 km², onde todos os 14,9 km² estão cobertos por terra.

### Localidades na vizinhança
O diagrama seguinte representa as localidades num raio de 24 km ao redor de Tolleson.

## Demografia
Segundo o censo nacional de 2010, a sua população é de 6 545 habitantes e sua densidade populacional é de 439,5 hab/km². Possui 2 169 residências, que resulta em uma densidade de 145,6 residências/km².